# Strands väveri
Strands väveri var en textilfabrik i Jönköping, som grundades av Carl Lundström 1857.
Fabriken anlades omedelbart väster om Jönköpings Tändsticksfabrik vid stranden av Vättern. Anläggningen bestod av två byggnadskroppar, som låg parallellt med stranden. Fabriken tillverkade i första hand yllevävnader och hade ett färgeri och en appreteringsavdelning. Den hade maskiner för ångning, krympning, luggning, tvättning och pressning av tygerna.
I den södra tvåvåningslängan i tegel låg själva väveriet samt kontor och magasin. Där låg också i bottenvåningen en 25 hästkrafters ångmaskin. Textiltillverkning fordrade goda belysningsförhållanden, och i detta syfte anlades 1858 på den västra delen av fabrikstomten ett eget gasverk, som försåg både väveriet och tändsticksfabriken med lysgas. Gasen leddes via en hydraulisk huvudledning till Strands väveri och tändsticksfabrikens byggnader. När det kommunala gasverket Jönköpings gasverk togs i drift 1862, lades gastillverkningen ned.
Textilfabriken brann ned 1861 och byggdes inte upp igen.